# Jules Stéphane Goda
Jules Stéphane Goda (Yaundé, Camerún, 30 de mayo de 1989) es un futbolista camerunés. Juega de portero y su equipo es el Tours F. C. del Championnat National 3 de Francia.

## Selección
Ha sido internacional con la selección de Camerún en tres ocasiones.

## Clubes
| Club                  | País     | Año           |
| --------------------- | -------- | ------------- |
| S. C. Bastia          | Francia  | 2007-2010     |
| Olympique de Marsella | Francia  | 2011          |
| Portimonense S. C.    | Portugal | 2011-2012     |
| A. E. Larissa         | Grecia   | 2012-2013     |
| Gazélec Ajaccio       | Francia  | 2013-2016     |
| A. C. Ajaccio         | Francia  | 2016-2017     |
| Tours F. C.           | Francia  | 2017-presente |

## Palmarés

### Títulos internacionales
| Título                    | Club (*) | País  | Año  |
| ------------------------- | -------- | ----- | ---- |
| Copa Africana de Naciones | Camerún  | Gabón | 2017 |

(*) Incluyendo la selección.